# 圣路易主教座堂 (迦太基)
圣路易主教座堂(法語：La cathédrale Saint-Louis de Carthage)现名Acropolium，曾是一座天主教主教座堂，位于突尼斯迦太基。
该堂坐落在Byrsa山顶，靠近古代布匿人和古罗马城市废墟，兴建在供奉古代布匿人医药神Eshmun的神庙废墟上方。
自1993年以来，该堂称为“Acropolium”。它不再用于祭祀，而是举办公众活动或音乐会。目前，突尼斯唯一的主教座堂是突尼斯市的圣文生主教座堂。

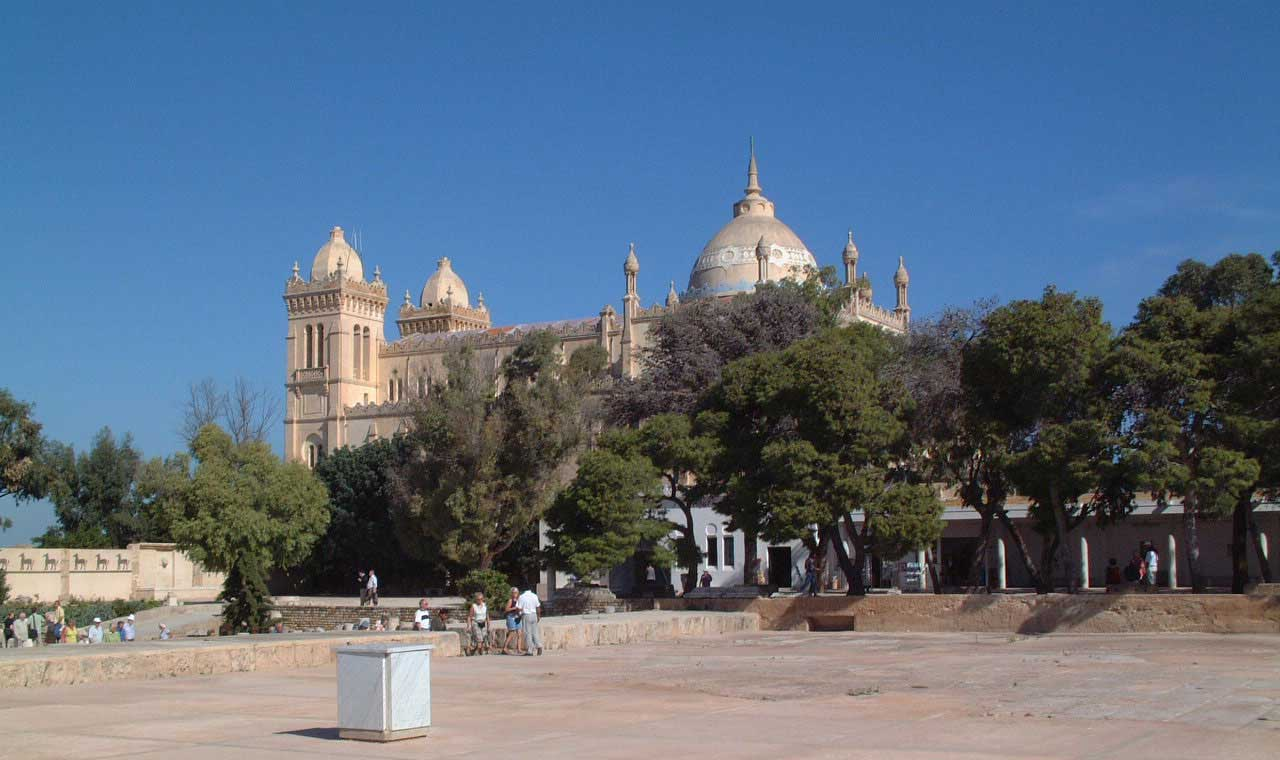
Side view
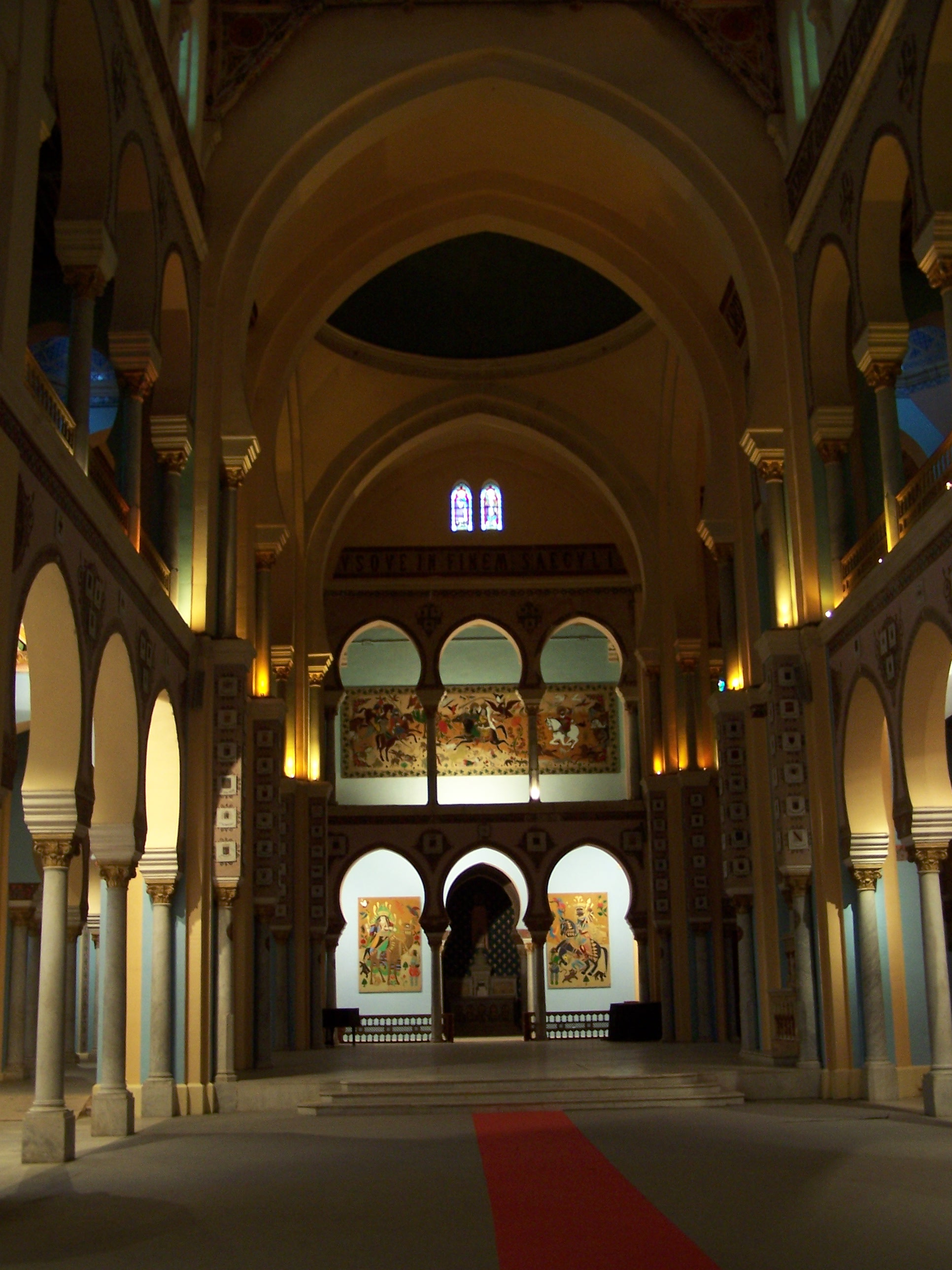
Nave